# Tra moglie e marito (film 1948)
Tra moglie e marito (No Minor Vices) è un film del 1948 diretto da Lewis Milestone. Caratterizzato da momenti di fine humor, la pellicola è accompagnata dalla voce fuori campo che rappresenta i pensieri del protagonista.

## Trama
Perry Ashwell, affermato pediatra, dà per scontata la fedeltà della bella moglie April. Il dottore, sicuro della sua posizione, commette l'errore di permettere all'artista Octavio Quaglini, attraente e per nulla conformista, di accedere liberamente al suo studio per ritrarre alcune scene tipiche dell'ambiente medico. Octavio, dopo aver gettato scompiglio nello studio, accede al piano superiore (in cui abita il dottore) e qui incontra la moglie, da cui rimane positivamente colpito e che aiuta a cucinare, convincendola a tirare a sorte per scegliere quale aragosta non destinare alla cottura.
Divertita da Octavio, la donna convince il marito, che nel frattempo ha dato il permesso controvoglia all'artista di ritrarre la moglie, a ospitarlo per la cena.
L'interesse di April per la compagnia di Octavio fa accrescere la gelosia di Perry. L'artista è sempre più presente nelle loro vite e, innamoratosi di April, cerca di rubarla a Perry, convincendola che il marito non ha più bisogno di lei, avendo raggiunto il successo professionale. Dopo numerosi passaggi ironici, April e Perry ritrovano la serenità.